# Комбефа
Комбефа (фр. Combefa) насеље је и општина у јужној Француској у региону Миди Пирене, у департману Тарн која припада префектури Алби.
По подацима из 2011. године у општини је живело 158 становника, а густина насељености је износила 53,92 становника/km². Општина се простире на површини од 2,93 km². Налази се на средњој надморској висини од 240 метара (максималној 330 m, а минималној 213 m).

## Демографија
| 1962. | 1968. | 1975. | 1982. | 1990. | 1999. | 2011. |
| ----- | ----- | ----- | ----- | ----- | ----- | ----- |
| 109   | 114   | 132   | 151   | 116   | 125   | 158   |

График промене броја становника у току последњих година